# Aleksandr Kurinov
Aleksandr Pavlovitch Kurinov (em russo:  Александр Павлович Курынов; 8 de julho de 1934, na vila de Urchelski [ru], distrito de Gus-Khrustalni [ru], Oblast de Vladimir – 30 de novembro de 1973 em Cazã, Tartaristão) foi um halterofilista russo, que competiu pela União Soviética.
Aleksandr Kurinov foi campeão olímpico em 1960 e tricampeão mundial (1961, 1962 e 1963), além de ter conquistado o terceiro lugar no Campeonato Mundial de 1965, na categoria até 75 kg.
Ao longo de sua carreira, Kurinov definiu 13 recordes mundiais — dois no desenvolvimento, ou prensa militar, movimento-padrão abolido em 1973, quatro no arranque, quatro no arremesso e três no total combinado (desenvolvimento + arranque + arremesso), na categoria até 75 kg.